# Bạc hoàng hậu (Hán Cảnh Đế)
Hiếu Cảnh Bạc hoàng hậu (chữ Hán: 孝景薄皇后; ? - 147 TCN), nguyên phối và là Hoàng hậu đầu tiên của Hán Cảnh Đế Lưu Khải, vị Hoàng đế thứ sáu của Tây Hán trong lịch sử Trung Quốc.
Tuy là Hoàng hậu nhưng bà không có được ân sủng của Hán Cảnh Đế. Bên cạnh Cảnh Đế có rất nhiều sủng phi sinh được con trai như Lịch cơ, Vương mỹ nhân... trong khi bà không có với ông người con nào. Vì chuyện này mà bà bị Cảnh Đế lạnh nhạt, cuối cùng trở thành vị Hoàng hậu bị phế đầu tiên trong lịch sử nhà Hán cũng như toàn lịch sử Trung Quốc.

## Cuộc đời

### Xuất thân
Bạc hoàng hậu không rõ tên, là người đất Ngô huyện, quận Cối Kê (nay là thành phố Tô Châu, tỉnh Giang Tô). Xuất thân từ gia tộc của Bạc thái hậu, mẹ ruột Hán Văn Đế Lưu Hằng, bà là cháu gọi Thái hậu bằng bà cô, và chị họ hàng xa của Hán Cảnh Đế Lưu Khải. Gia tộc Bạc thị tuy có căn cơ song địa vị không cao. Mặc dù Bạc thái hậu được tôn chức Hoàng thái hậu, rồi Thái hoàng thái hậu nhà Hán, gia đình vẫn không có nhiều người làm quan lớn vì triều đình muốn tránh họa ngoại thích.

### Đại Hán Hoàng thái tử phi
Dưới thời trị vì của Hán Văn Đế, Bạc thái hậu chọn một người cháu trong họ là Bạc thị để định hôn với cháu nội là Hoàng thái tử Lưu Khải, như vậy sau khi Lưu Khải kế thừa đại thống, Bạc thị sẽ được phong Hoàng hậu.
Trước thời Hán Văn Đế, Hán Huệ Đế từng có một nguyên phối được phong Hoàng thái tử phi, nhưng sử sách không ghi rõ thân phận nên có thể vị này đã mất trước khi Huệ Đế đăng cơ (tương tự như trường hợp Đại vương hậu của Hán Văn Đế). Bạc thị còn sống đến khi Lưu Khải đã kế vị nên bà trở thành vị Hoàng thái tử phi đầu tiên được ghi nhận thân phận trong lịch sử Trung Quốc.

### Đại Hán Hoàng hậu
Năm 157 TCN, Hán Văn Đế băng hà. Lưu Khải kế vị, tức Hán Cảnh Đế, Bạc thái tử phi được sách lập Hoàng hậu. Tuy chung sống với Cảnh Đế nhiều năm, Bạc hoàng hậu không được sủng ái. Trước khi lên ngôi, Cảnh Đế đặc biệt sủng ái Lịch Cơ, người sinh cho ông Trưởng tử Lưu Vinh. Bạc hậu không con nên luôn bị Cảnh Đế lạnh nhạt, tuy vậy ông vẫn kiêng dè vì cả nể bà nội là Bạc thái hoàng thái hậu.

### Bị phế và qua đời
Năm Hán Cảnh Đế Tiền Nguyên thứ 2 (155 TCN), Thái hoàng thái hậu băng thệ. Bạc hoàng hậu mất đi chỗ dựa, bà càng gặp bất lợi khi Lưu Vinh được phong Hoàng thái tử vào năm 153 TCN, vì Lịch cơ có thể "mẫu bằng tử quý" thay ngôi Hoàng hậu. Năm 151 TCN, Bạc hậu vẫn không sinh được con nên bị phế truất, lui về biệt cung sinh sống. Bà trở thành Phế hoàng hậu đầu tiên của nhà Hán cũng như toàn Trung Quốc.
Năm Hán Cảnh Đế Trung Nguyên thứ 2 (147 TCN), tháng giêng, Phế hậu Bạc thị qua đời, không rõ bao nhiêu tuổi, được chôn cất tại phía đông của Trường An.